# Vila Maria
Vila Maria é um município no estado brasileiro do Rio Grande do Sul. Localiza-se na região imediata de Marau.

## História
No início do século XX, os imigrantes italianos e seus familiares foram se introduzindo no interior do município de Guaporé, vindos de Bento Gonçalves, Antônio Prado, Caxias do Sul, Flores da Cunha e outros municípios. Próximo ao rio Guaporé, a uns setenta quilômetros da sede do município, morava um posseiro chamado Sebastião Nunes, que vivia da agricultura. Em 1904 o mesmo vendeu suas terras para o sr. Constante Lotici que se estabeleceu como comerciante com loja e casa de pasto. Outros colonos foram comprando terras nas proximidades e aos poucos formou-se uma comunidade que prosperou rapidamente. Em 1917, Constante Lotici vendeu tudo o que possuía para a sra. Maria Busato, viúva, que vinda da cidade de Casca se estabeleceu também com loja e pousada.
Por se chamar Maria, a localidade passou a se chamar Vila Maria. Esta senhora, no início dos anos de 1930, ofertou um hectare de terra à Igreja para construção de uma capela, que foi construída pelos moradores, que já eram em um bom número. Mais tarde, em 1933, em 13 de setembro, foi criada a Paróquia de Nossa Senhora da Saúde, sendo seu primeiro vigário o Padre Giosuè Bardin.
A maior parte dos habitantes de Vila Maria era formada de agricultores que plantavam e colhiam para criarem seus animais que eram ocupados nos trabalhos da família e para sua alimentação. Aos poucos, outros ofícios foram se estabelecendo, como: ferreiros, alfaiates, pedreiros, escrivão distrital, marceneiros, comerciantes e outros que transformaram o pequeno povoado em próspera vila que em 1924 foi elevada a condição de 7º distrito de Guaporé, com a denominação de Júlio de Castilhos, por Ato Municipal nº 27, de 01-02-1924.
Em 1938, foi nomeado como vigário da paróquia o Cônego Guilherme Maschio. Padre dinâmico que se preocupava com o progresso espiritual e também material de seu povo. Construiu nova igreja, uma bela gruta de Nossa Senhora de Lourdes, um santuário de Nossa Senhora da Salete num morro próximo a vila e noutro morro ao lado mandou construir a imagem de Cristo Redentor. Hoje estes pontos de oração são também atrações turísticas junto a outras belezas naturais que atraem visitantes. Em 1954, Vila Maria passou a pertencer ao novo município de Marau e posteriormente em 09 de maio de 1988, a pequena comunidade conquista o status de município, hoje também conhecida como "Capital Regional do Ecoturismo".

## Geografia
Vila Maria situa-se na Encosta Superior do Nordeste, na região da Produção. Localiza-se a uma latitude 28º32'05" sul e a uma longitude 52º09'13" oeste, estando a uma altitude média de 580 metros.
A composição étnica dos habitantes é em sua maioria de italianos, chegando a representar 95% da população, sendo que os restantes  5% estão divididos entre outras etnias.

### Rodovias
- RS-324
- RS-132

## Economia
Produção de soja; pecuária e avicultura.

## Turismo
As opções de turismo de aventura são o rapel de cachoeira, escalada, tirolesa, canyoning, trilhas ecológicas e o voo livre.
Dentre seus pontos turísticos, destaca-se: 
- Gruta Nossa Senhora de Lourdes: localizada junto a RS 324, é um recanto de oração para os viajantes e comunidade em geral.
- Igreja Matriz Nossa Senhora de Lourdes: a igreja foi inaugurada em 18 de novembro de 1939 em estilo românico, com reproduções de pinturas renascentistas da via-sacra nas paredes internas e uma torre de 30 metros de altura, construída em 1954.
- Monte Di Vedana: localizado a 4 km da cidade, este paredão de rocha com 60 metros de altura, rodeado de mata nativa, onde acontecem as atividades de rapel e a trilha que leva até aos mirantes naturais no topo do morro com uma vista fantástica do vale; no local também se pratica a escalada e o rapel.
- Capela Santo Antônio (linha 18 Roso): localizada à 13 km da cidade, numa comunidade de descendentes de italianos que se destaca pela tradição, cultura e religiosidade. A Capela Santo Antônio, construída em 1920 pelos imigrantes italianos, em madeira com aberturas esculpidas à mão e lambrequins no telhado, remete o visitante ao passado pela sua originalidade e beleza da época da colonização. Foi tombada pelo Patrimônio Histórico Municipal, restaurada e reinaugurada no dia 26 de maio de 1996.
- Santuário Nossa Senhora da Salete: à 200 metros da RS 324, sobre um morro com espaço e ambiente acolhedor, encontra-se a maior imagem de Nossa Senhora da Salete do mundo, com 7 metros de altura. No local acontecem as romarias e peregrinação permanente.
- Cascata do Porongo: um camping localizado à 4 km da cidade com uma bela cascata de 31 metros de queda d'água, campo de futebol, área para acampamento e quiosques com churrasqueiras.
- Cascata do Maringá: localizado à 10 km da cidade, encontra-se uma área de preservação municipal onde existe uma usina geradora de energia de 1947 ainda em funcionamento, o eco-bar e a cascata, uma das mais belas quedas de água da região com 54 metros de altura.
- Refúgio Ecológico Colônia Paraíso: localizada à 17 km do centro de Vila Maria, esta área de preservação permanente situa-se na parte inferior do cânion da 18 Roso; oferece a trilha do paraíso com grau de dificuldade moderado a forte, pelo leito do arroio Lambedor e com passagens por piscinas naturais, xaxins centenários e cachoeiras de pequeno porte até a chegada na cascata das bruxas com 37 metros de altura. No local praticam-se atividades vivenciais, rapel, observação de aves, entre outros.

Como possui diversas encantos naturais, a prefeitura considera Vila Maria como Capital Regional do Ecoturismo.